# Біле (Троїцький район)
Бі́ле (рос. Белое) — село у складі Троїцького району Алтайського краю, Росія. Адміністративний центр Кіпешинської сільської ради.

## Населення
Населення — 417 осіб (2010; 534 у 2002).
Національний склад (станом на 2002 рік):
- росіяни — 99 %